# Teočak (Tuzla)
Pour les articles homonymes, voir Teočak.
Teočak (en cyrillique : Теочак) est une localité et une municipalité de Bosnie-Herzégovine situées dans le canton de Tuzla et dans la fédération de Bosnie-et-Herzégovine. Selon les premiers résultats du recensement bosnien de 2013, la localité intra muros compte 2 817 habitants et la municipalité 7 607.
Teočak est également connue sous le nom de Teočak-Krstac.

## Géographie
La ville de Teočak est située au nord-est de la Bosnie-Herzégovine, au nord de Kalesija et au nord-est de Tuzla, sur les pentes septentrionale du mont Majevica. Le territoire municipal se situe à une altitude comprise entre 300 et 600 m. Au sud-ouest de la municipalité se trouve le lac de Sniježnica.

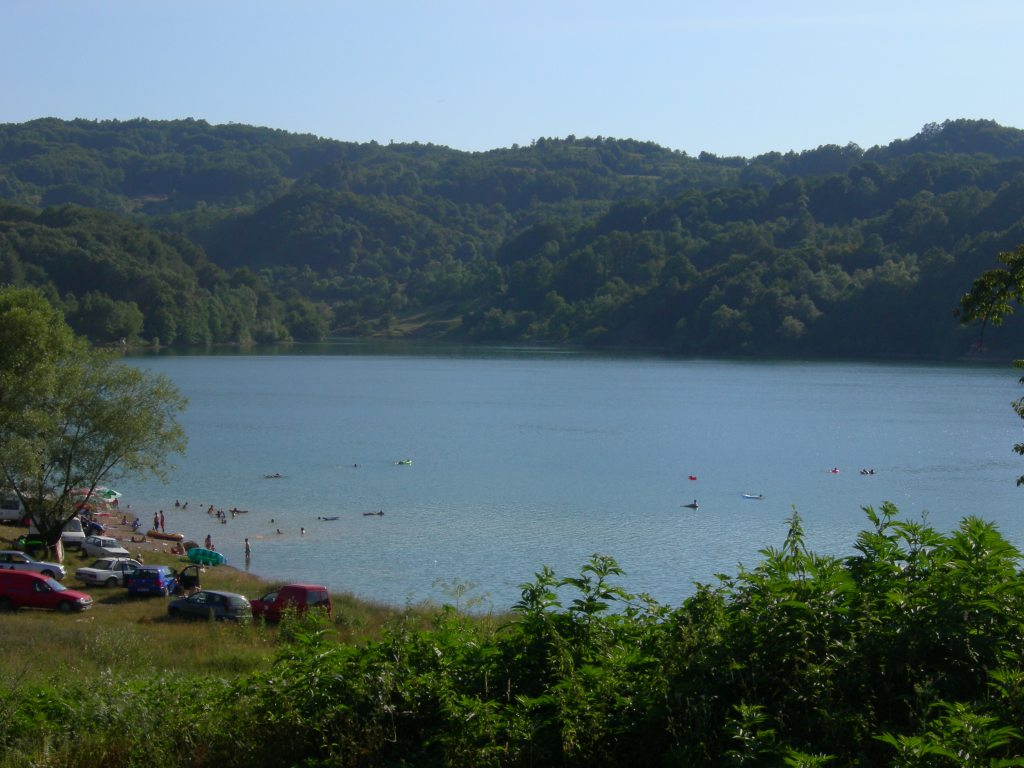
Le lac de Sniježnica

## Histoire
La municipalité de Teočak a été créée après la guerre de Bosnie et à la suite des accords de Dayton (1995), sur le territoire de l'ancienne municipalité d'Ugljevik, le reste de la municipalité d'avant-guerre étant intégré dans la république serbe de Bosnie. Avant la guerre Teočak faisait partie de la communauté locale de Teočak-Krstac.

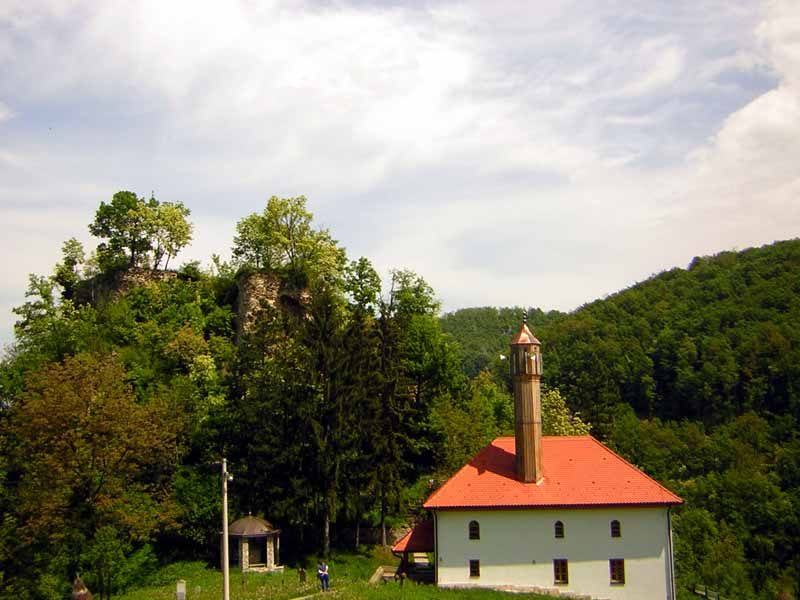
La mosquée de Teočak

## Localités

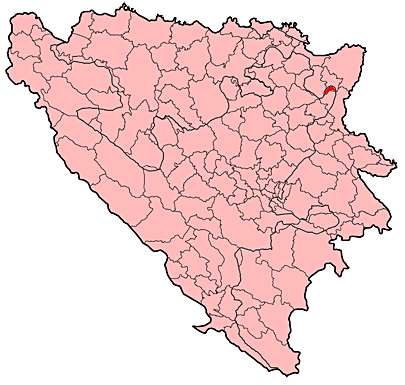
Localisation de la municipalité de Teočak en Bosnie-Herzégovine

La municipalité de Teočak comprend les 10 localités suivantes :
- Bilalići
- Brijest
- Gornja Krćina
- Jasenje
- Jasikovac
- Priboj
- Sniježnica
- Stari Teočak
- Teočak-Krstac
- Bektasi
- Tursunovo Brdo

## Démographie

### Localitéintra muros

#### Évolution historique de la population dans la villeintra muros
| 1948 | 1953 | 1961  | 1971  | 1981  | 1991  | 2013  |
| ---- | ---- | ----- | ----- | ----- | ----- | ----- |
| -    | -    | 1 960 | 2 098 | 2 674 | 2 861 | 2 817 |

|  |

### Municipalité

#### Évolution historique de la population dans la municipalité
| 1961 | 1971 | 1981 | 1991  | 2013  |
| ---- | ---- | ---- | ----- | ----- |
| -    | -    | -    | 7 200 | 7 607 |

Le chiffre donné pour 1991 correspond à celui de la population vivant à l'époque sur le territoire de l'actuelle municipalité de Teočak.

## Politique
À la suite des élections locales de 2012, les 15 sièges de l'assemblée municipale se répartissaient de la manière suivante :
| Parti                                                               | Sièges |
| ------------------------------------------------------------------- | ------ |
| Parti d'action démocratique (SDA)                                   | 8      |
| Parti social-démocrate (SDP)                                        | 2      |
| Parti pour la Bosnie-Herzégovine (SBiH)                             | 1      |
| Parti patriotique de Bosnie-Herzégovine-Sefer Halilović (BPS)       | 1      |
| Alliance pour un meilleur avenir de la Bosnie-Herzégovine (SBB BiH) | 1      |
| Parti populaire de l'amélioration par le travail (Za boljitak)      | 1      |
| Minorités nationales                                                | 1      |

Tajib Muminović, membre du Parti d'action démocratique (SDA), a été élu maire de la municipalité.